# 통상지남
통상지남(이탈리아어: Practica della mercatura)은 이탈리아의 상인 프란치스코 발두치 페골로티(Francesco Balducci Pegolotti)가 1340년대에 저술한 동서 교역, 유라시아와 북아프리카의 국제무역에 관한 포괄적이고 실무적 안내서이다. 원제는 《제국기》(약칭, 이탈리아어: Libro di divisamenti di paesi e di misuri di mercatanzie e daltre cose bisognevoli di sapere a mercatanti)로, 1766년의 초판본에서부터 《통상지남》이라는 제목으로 알려지게 되었다. 1335년에서 1343년 사이에 쓰여졌으며 1339년 또는 1340년이 가장 유력시되고 있다. 한국어 제목은 상업지남(商業指南)이라는 제목으로 번역되기도 한다.
페골로티 자신의 바르디가(家)의 은행원 및 상인으로서의 경험, 그가 이용했던 각종 지방 문서와 법령, 가격 리스트에 바탕을 두고 저술되었다.

## 역사
페골로티의 저작은 아마도 1340년대에 베네치아에서 사용되었던 무역 관련 지침서 《타리파 조에 노티샤 다 멕시쿠레 디 루오기 에 테레 체 사도브라 마르카단시아》(Tarifa zoè noticia dy pexi e mexure di luogi e tere che s'adovra marcadantia per el mondo)의 편찬자가 사용했을 것으로 여겨진다. 이후 1442년 지오반니 디 베르나르도 다 우자노(Giovanni di Bernardo da Uzzano)가 편찬한, 마찬가지로 《통상지남》라는 제목을 사용하는 후기 저작의 원자료가 되었다. 곧이어 이 책은 《국가의 상업과 관습에 관한 책》(이탈리아어 원제: Libro che tracta di mercatantie et usanze de' paesi)의 저자에 의해 그 내용이 인용되었는데, 1458년에 조르지오 치아리니(Giorgio Chiarini)에 의해 편집되었고, 그 후에 루카 파치올리가 쓴 《숨마 데 아코리카》(Summa de accorica)에 통합되었다.
페골로티는 1279년 피사에서 작성된 초기, 훨씬 더 제한적인 자료에도 접근할 수 있었던 것 같은데, 이러한 자료들은 지금은 시에나의 비블리오테카 코무날레에 'Memberia de Tucte le Mercantie'라는 제목으로 소장되어 있다.
몽골에 의해 세워진 유라시아 전역을 잇는 몽골 제국의 탄생은 동서 교류를 촉진시켰다. 중국과 이슬람 세계 간에 축적된 지리 지식은 점차적으로 유럽으로 흘러들어갔다. 처음으로 이러한 지식을 손에 넣은 것은 몽골 시기의 이탈리아 상인들이었고, 프란체스코 발두치 페골로티(Francesco Balducci Pegolotti, 1310-1347)는 그 중 한 사람이었다. 그는 자신이 아시아 자료에서 수집한 정보에 근거해서 중국행 권유를 담은 상업 안내서를 저술했다. 그것이 《통상지남》이다.

## 구성

### 용어집
모든 종류의 세금 또는 상품에 대한 지불 뿐만 아니라 도시에서 상품을 구입하거나 판매할 수 있는 모든 종류의 장소에서 사용되는 언어들을 나열하였다(Evans, 페이지 14–19). 필요에 따라 나열된 언어는
- 아랍어('사라센' 또는 '바르바리'라고 불렸다)
- 아르메니아어
- 영어
- 서부 플랑드르와 브라반트어(모두 지금의 네덜란드어의 방언이다)
- 프랑스어(그리고 '키프로스', '시리아' 등 외국에서 사용되는 프랑스어)
- 프리울리어
- 제노바어
- 그리스어(그리고 '트라페주스어')
- 페르시아어
- 프로방스어
- 사르디니아어
- 시칠리아와 아풀리아어
- 스페인어
- 타타르어
- 토스카나어
- 베네토어

### 노선과 도시들
이탈리아 상인들이 자주 찾는 주요 노선 및 무역 도시 목록, 다양한 중요 상업 지역의 수출입, 각 지역에 만연한 사업 관습, 현지에서 사용되는 통용 화폐, 가중치 및 조치의 비교 가치 등을 제시하였다.

## 판본
페골로티 자신이 쓴 초본은 남아 있지 않고, 《제국기》(이탈리아어: Libro di divisamenti di paesi e di misuri di mercatanzie e daltre cose bisognevoli di sapere a mercatanti)의 1471년의 필사 초본이 이탈리아 피렌체 리카르디아나 도서관(비블리오테카 리카르디아나)에 소장되어 있다. 1472년 3월 19일에 아넬라의 아그놀로 디 로티(Agnolo di Lotti of Anella)가 소장하고 있던 사본을 필리포 디 니콜라이오 프레스코발디(Filippo di Niccolaio Frescobaldi)가 필사한 것으로 알려져 있으며, 그는 자신이 필사한 모본이 페볼로티가 작성한 원본이었다고 주장하였다.
1765년에 파그니니가 4권으로 편찬한 《십진제와 피렌체 사회에 가중된 각종 부담을 논함-16세기까지의 피렌체 화폐와 상업을 병론》 중 제3권이 바로 이 《통상지남》이라는 제목으로 편집한 페골로티의 《제국기》이다. 그후 독일과 프랑스 학자들이 번역과 함께 주석을 붙였으며, 영국의 동양학자 율은 1914년에 출간한 저서 《중국과 중국에로의 길》에서 통상지남 가운데 중국 관련 부분을 발췌해 영어로 번역하였다.

## 참고 문헌
- 정수일(2013년) 《실크로드 사전》 창작과 비평사
- Nicolaio di Frescobaldi, Filippo di, 편집. (1471), 《Libro di Divisamenti di Paesi... [Book of Descriptions of Countries...]》, Florence. (이탈리아어)
- Pagnini del Ventura, Gian Francisco, 편집. (1766), 《Della Decima di Varie Gravezze Imposte dal Comune di Firenze della Moneta e della Mercatura de' Fiorentini Fino al Secolo XVI [A Treatise on the Decima and the Various Other Burdens Imposed on the Community of Florence and on the Currency and Commerce of the Florentines up to the Sixteenth Century], Vol. III: Practica della Mercatura [The Practice of Commerce]》, Florence. (이탈리아어)
- Yule, Henry, 편집. (1914), 〈Pegolotti's Notices of the Land Route to Cathay〉, 《Cathay and the Way Thither, Vol. III: Missionary Friars—Rashíduddín—Pegolotti—Marignolli》, Second Series, No. XXXVII, London: Hakluyt Society, 134–173쪽.
- Evans, Allan, 편집. (1936), 《La Pratica della Mercatura》, Cambridge: Mediaeval Academy of America. (이탈리아어)